# ラッシュ/プライドと友情
『ラッシュ/プライドと友情』（ラッシュ プライドとゆうじょう、Rush）は、2013年のアメリカ合衆国・ドイツ合作の伝記アクション映画。1976年のF1世界選手権でのジェームス・ハントとニキ・ラウダのライバル関係を題材としている。

## 概要
ロン・ハワード監督、ピーター・モーガン脚本。クリス・ヘムズワースがハント、ダニエル・ブリュールがラウダを演じる。2013年9月2日にロンドンでプレミア上映され、さらに第38回トロント国際映画祭で上映された後、9月13日よりイギリスで劇場公開が始まった。日本では2014年2月1・2日に一部劇場にて先行上映ののち、7日に公開。日本語版ではKinKi Kidsの二人が吹き替えを務め、ジェームス・ハント役が堂本光一、ニキ・ラウダ役が堂本剛に決まった。

## あらすじ
1970年代、毎年2人が事故で死亡するF1の世界で伝説となった2人のレーサーが存在した。
ジェームズ・ハントは野性的思考であり、毎日を人生最期の日の様に謳歌する豪放なプレイボーイで、勘を活かした走りを得意としていたイギリス人。ニキ・ラウダは「コンピュータ」と評される論理的思考であり、レーサーのイメージとはかけ離れた勤勉な男で、工学の知識を活かして自らマシンを整備する走りを得意としていたオーストリア人。全く正反対の性格の2人はやがてライバル関係となり、度々レースで競い合う仲になる。
そして1976年― シーズン成績1位を独走するラウダとそれを追うハント。ドイツグランプリのその日は朝から豪雨でニュルブルクリンクの状態が悪かったため、レースを決行するべきかどうか審議が行われた。ラウダは中止を主張したが、ハントは決行を支持し、最終的に予定通り開催されることとなった。しかし、そのレースでラウダはクラッシュし、生死の境をさまよう重症を負ってしまう。ハントは彼のクラッシュの原因が自分にあると考えショックを受けるが、その後のラウダが参加できないレースでラウダとの差を埋めていく。一命は取り留めたラウダは、病院でその様子を見て奮起し、事故後わずか42日後にレースに復帰する。

## キャスト
| 役名                                   | 俳優                               | 日本語吹替1    | 日本語吹替2    |
| -------------------------------------- | ---------------------------------- | -------------- | -------------- |
| ジェームス・ハント                     | クリス・ヘムズワース               | 堂本光一       | 東地宏樹       |
| ニキ・ラウダ                           | ダニエル・ブリュール               | 堂本剛         | 藤原啓治       |
| スージー・ミラー                       | オリヴィア・ワイルド               | 東條加那子     | 東條加那子     |
| マルレーヌ・クナウス                   | アレクサンドラ・マリア・ララ       | 小松由佳       | 小松由佳       |
| クレイ・レガツォーニ                   | ピエルフランチェスコ・ファヴィーノ | 乃村健次       | 乃村健次       |
| ルイス・スタンレー                     | デヴィッド・コールダー             | 稲垣隆史       | 稲垣隆史       |
| ナース・ジェマ                         | ナタリー・ドーマー                 | 佐古真弓       | 佐古真弓       |
| アラステア・コールドウェル             | スティーヴン・マンガン             | 咲野俊介       | 咲野俊介       |
| アレクサンダー・ヘスケス               | クリスチャン・マッケイ             | かぬか光明     | かぬか光明     |
| スターリング・モス                     | アリスター・ペトリ                 | てらそままさき | てらそままさき |
| バブルス・ホースリー                   | ジュリアン・リンド＝タット         | 伊丸岡篤       | 伊丸岡篤       |
| テディ・メイヤー                       | コリン・スティントン               | 広瀬彰勇       | 広瀬彰勇       |
| ハーベイ・ポスルスウェイト             | ジェイミー・デ・コーシー           |                |                |
| エンツォ・フェラーリ                   | アウグスト・ダラーラ               |                |                |
| ハンス・ラウダ                         | ハンス＝エッカート・エックハルト   | 宝亀克寿       | 宝亀克寿       |
| ルカ・コルデーロ・ディ・モンテゼーモロ | イラリオ・カルボ                   |                |                |
| ガイ・エドワーズ                       | ジェームズ・ノートン               | 菅原雅芳       | 菅原雅芳       |
| ピーター・ハント                       | ジェフリー・ストリートフェイルド   | 清水秀光       | 清水秀光       |
| ハセミ                                 | ザック・ニイザト                   |                |                |
| タカハラ                               | 小家山晃                           |                |                |
| ジョディー・シェクター                 | マーティン・J・スミス              |                |                |
| ブレット・ランガー                     | ロブ・オースティン                 |                |                |
| ハラルド・アートル                     | トム・ヴラシア                     |                |                |

- 日本語吹替1 - 劇場公開版。BD・DVD/スペシャル・エディションBD・DVD収録。
- 日本語吹替2 - オンデマンド配信版、WOWOWなどで放送。スペシャル・エディションBD・DVD収録。

その他吹き替え（共通） - 石住昭彦、高瀬右光、佐藤美一、広田みのる、浦山迅、向井修、増井太郎、鏡優雅、長谷川敦央、北村謙次、小林未沙、尾花かんじ、橘潤二、小柳良寛、松島昭浩

## 製作
イギリス、ドイツ、オーストリアでロケが行われた。主にブラックブッシュ空港の飛行場、イングランドのサーキットであるスネッタートン（ノーフォーク）、キャドウェルパーク（リンカンシャー）、ブランズ・ハッチ（ケント）、ドイツのニュルブルクリンクで撮影された。
本作で使用されているF1マシンは、1970年代のF1カーオーナーやドライバーの協力を仰いで集めたものを脚本のレースシーンに合うように改造したもの。それらを当時のF1グランプリドライバーヨッヘン・マスらが実際に運転している。
当初、マシンが接近するシーンはCGにしようと考えていたというロン・ハワード監督だが、最初のテスト撮影でドライバーたちのテクニックを目の当たりにして考えを変えたという。ハワード監督はその時のことを「彼らは接触させることも、スピンさせることも、追い抜くこともできる」「『危ないことはせずに安全に撮ろう』というリラックスした気持ちから、『これならすごい映像が撮れる、気を抜かずにやろう』という気持ちになった」と振り返った。
当初ハワード監督はラッセル・クロウをリチャード・バートン役でカメオ出演させる構想があった。
当時のF1ドライバーの一人であるガイ・エドワーズの息子であるシーン・エドワーズが、ドイツGPのシーンにてガイのマシンとセーフティカーのドライバーをつとめている。シーンは2013年10月15日のクイーンズランド・レースウェイでの事故によって亡くなっている。

## サウンドトラック
映画音楽はハンス・ジマーが作曲した。サウンドトラックにはデイヴ・エドモンズ、スペンサーデイビスグループ、マッド、シン・リジィ、デヴィッド・ボウイのロック音楽が含まれた。

## 封切り
日本では全国629スクリーンで公開され、公開初週土日2日間の成績は動員6万5,688人、興収8,492万600円で全国映画動員ランキング（興行通信社調べ）で4位を記録した。

## 評価
2013年10月2日時点でRotten Tomatoesでは174件の批評家レビューで支持率は89%、平均点は7.5/10となっている。Metacriticでは44件のレビューで加重平均値は75/100となっている。
ニキ・ラウダは「私がそれを初めて見たときに感動した。ハリウッド的な変更はなく、非常に正確だ。そして、非常に明らかに私を本当に驚かせた」と述べた。

### 受賞・ノミネート
- 第71回ゴールデングローブ賞[22]

作品賞 (ドラマ部門) ノミネート
助演男優賞（ダニエル・ブリュール） ノミネート
- 第67回英国アカデミー賞

英国作品賞 ノミネート
助演男優賞（ダニエル・ブリュール） ノミネート
音響賞 ノミネート
編集賞 受賞
- 第34回ボストン映画批評家協会賞

編集賞 受賞
- 第29回サンタバーバラ国際映画祭

ヴァーチュオソス賞 （ダニエル・ブリュール） 受賞
- 第19回エンパイア賞

英国作品賞　ノミネート
助演男優賞 （ダニエル・ブリュール） ノミネート

## 劇中に登場した主な車
- ジェームス・ハントの車
「オースチン・MINI」
- ニキ・ラウダの車
「BMW・2000」
- クレイ・レガツォーニの車
「フェラーリ・ディーノ308GT4」
- マルレーヌ・クナウスの車
「プジョー・504」
- マルレーヌがヒッチハイクした車
「ランチア・フルビア」